# Život na vagi (6. sezona)
Život na vagi 2022 je bila šesta sezona hrvatskog reality showa Život na vagi na RTL-u. Show je kreiran prema američkoj licenci showa The Biggest Loser. Sezona je s emitiranjem započela 26. rujna 2022. Finalna epizoda emitirana je 19. studenog 2022. godine na RTL-u.
Glavni pobjednik sezone s 45,5% izgubljene tjelesne mase je Josip Čapo, a pobjednik iz konkurencije nefinalista je Dalibor Kujundžić s  43,3% izgubljene tjelesne mase. 

## Sudionici emisije

### Voditeljica
- Marijana Batinić

### Treneri i stručni suradnici
- Edin Mehmedović - profesionalni trener
- Maja Ćustić - profesionalna trenerica
- Sanja Žuljević - profesionalna trenerica kandidata u tajnoj kući
- Martina Linarić - nutricionistica

## Kandidati
| Boja | Značenje boje u tablicama |
| ---- | ------------------------- |
|      | glavni pobjednik          |
|      | finalisti                 |
|      | pobjednik nefinalist      |

Od 20 kandidata, 16 ih je prošlo u glavni dio emisije. Preostala četiri kandidata nalaze se u borbi izazivača trenirajući sa Sanjom Žuljević: Lara, Boris, Jure i Lea.

Glavni natjecatelji zajedno teže više od 2.4 tone, odnosno 2408,5 kg.
| Kandidat            | Mjesto          | Dob | Kg       | Kg                                  | –Kg                                 | %                                   | Status                              |
| Kandidat            | Mjesto          | Dob | Prvo     | Finalno                             | –Kg                                 | %                                   | Status                              |
| ------------------- | --------------- | --- | -------- | ----------------------------------- | ----------------------------------- | ----------------------------------- | ----------------------------------- |
| Josip Čapo          | Feričanci       | 31  | 172,0 kg | 93,7 kg                             | -78,3 kg                            | -45,5%                              | pobjednik sezone                    |
| Roko Jurić          | Zagreb          | 30  | 158,8 kg | 94,7 kg                             | -64,1 kg                            | -40,4%                              | drugoplasiran                       |
| Lara Peruško        | Pula            | 19  | 124,4 kg | 79,7 kg                             | -44,7 kg                            | -35,9%                              | trećeplasirana                      |
| Boris Fućak         | Rijeka          | 32  | 170,1 kg | 106,3 kg                            | -63,8 kg                            | -37,5%                              | četvrtoplasiran                     |
| Dalibor Kujundžić   | Vinkovci        | 24  | 158,6 kg | 90,0 kg                             | -68,6 kg                            | -43,3%                              | pobjednik nefinalista               |
| Toma Kukoč          | Zagreb          | 41  | 143,2 kg | 82,8 kg                             | -60,4 kg                            | -42,2%                              | eliminiran/a                        |
| Luka Vlahović       | Zagreb          | 22  | 150,9 kg | 94,5 kg                             | -56,4 kg                            | -37,4%                              | eliminiran/a                        |
| Željka Mateša       | Duga Resa       | 40  | 174,2 kg | 112,0 kg                            | -62,2 kg                            | -35,7%                              | eliminiran/a                        |
| Ivana Radoš Kruškić | Vinkovci        | 32  | 114,8 kg | 76,1 kg                             | -38,7 kg                            | -33,7%                              | eliminiran/a                        |
| Matea Milunić       | Karlovac        | 26  | 121,1 kg | 81,7 kg                             | -39,4 kg                            | -32,5%                              | eliminiran/a                        |
| Štefica Sever       | Varaždin        | 40  | 157,6 kg | 111,4 kg                            | -46,2 kg                            | -29,3%                              | eliminiran/a                        |
| Anja Veber          | Imsovac         | 23  | 141,1 kg | 100,0 kg                            | -41,1 kg                            | -29,1%                              | eliminiran/a                        |
| Zuzana Filipaš      | Raša            | 47  | 142,7 kg | 103,4 kg                            | -39,3 kg                            | -27,5%                              | eliminiran/a                        |
| Filip Mrčela        | Split           | 25  | 234,6 kg | 173,4 kg                            | -61,2 kg                            | -26,1%                              | eliminiran/a                        |
| Lea Mundžar         | Velika Kosnica  | 35  | 134,7 kg | 100,3 kg                            | -34,4 kg                            | -25,5%                              | eliminiran/a                        |
| Dragica Ceković     | Kravarsko       | 60  | 121,7 kg | 91,4 kg                             | -30,3 kg                            | -24,9%                              | eliminiran/a                        |
| Jure Erceg Madžarac | Split           | 23  | 156,2 kg | 119,0 kg                            | -37,2 kg                            | -23,8%                              | eliminiran/a                        |
| Dominik Škorić      | Zagreb          | 45  | 136,7 kg | 106,0 kg                            | -30,7 kg                            | -22,5%                              | eliminiran/a                        |
| Marija Prgomet      | Lovinac         | 19  | 130,8 kg | nije se pojavila u finalnoj epizodi | nije se pojavila u finalnoj epizodi | nije se pojavila u finalnoj epizodi | nije se pojavila u finalnoj epizodi |
| Nikola Brodar       | Mursko Središće | 40  | 149,7 kg | nije se pojavilo u finalnoj epizodi | nije se pojavilo u finalnoj epizodi | nije se pojavilo u finalnoj epizodi | nije se pojavilo u finalnoj epizodi |

## Službena stranica i društvene mreže
- Službena stranica
- Službena Facebook stranica